# Владимировка (Стерлітамацький район)
Влади́мировка (рос. Владимировка, башк. Владимировка) — присілок у складі Стерлітамацького району Башкортостану, Росія. Входить до складу Первомайської сільської ради.
Населення — 40 осіб (2010; 39 в 2002).
Національний склад:
- мордва — 67%